# Кања (Бјела)
Кања је насеље у Италији у округу Бијела, региону Пијемонт.
Према процени из 2011. у насељу је живело 65 становника. Насеље се налази на надморској висини од 215 м.